# لیزیو
شهر لیزیو (به فرانسوی: Lisieux) در شهرستان کالوادوس در ناحیه نرماندی سفلی با جمعیت ۲۳٬۳۴۳ نفر در کشور فرانسه واقع شده است

## نگارخانه

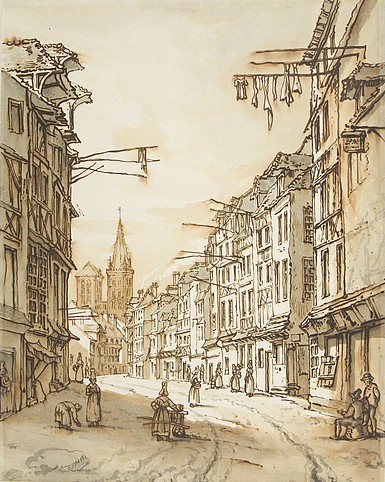
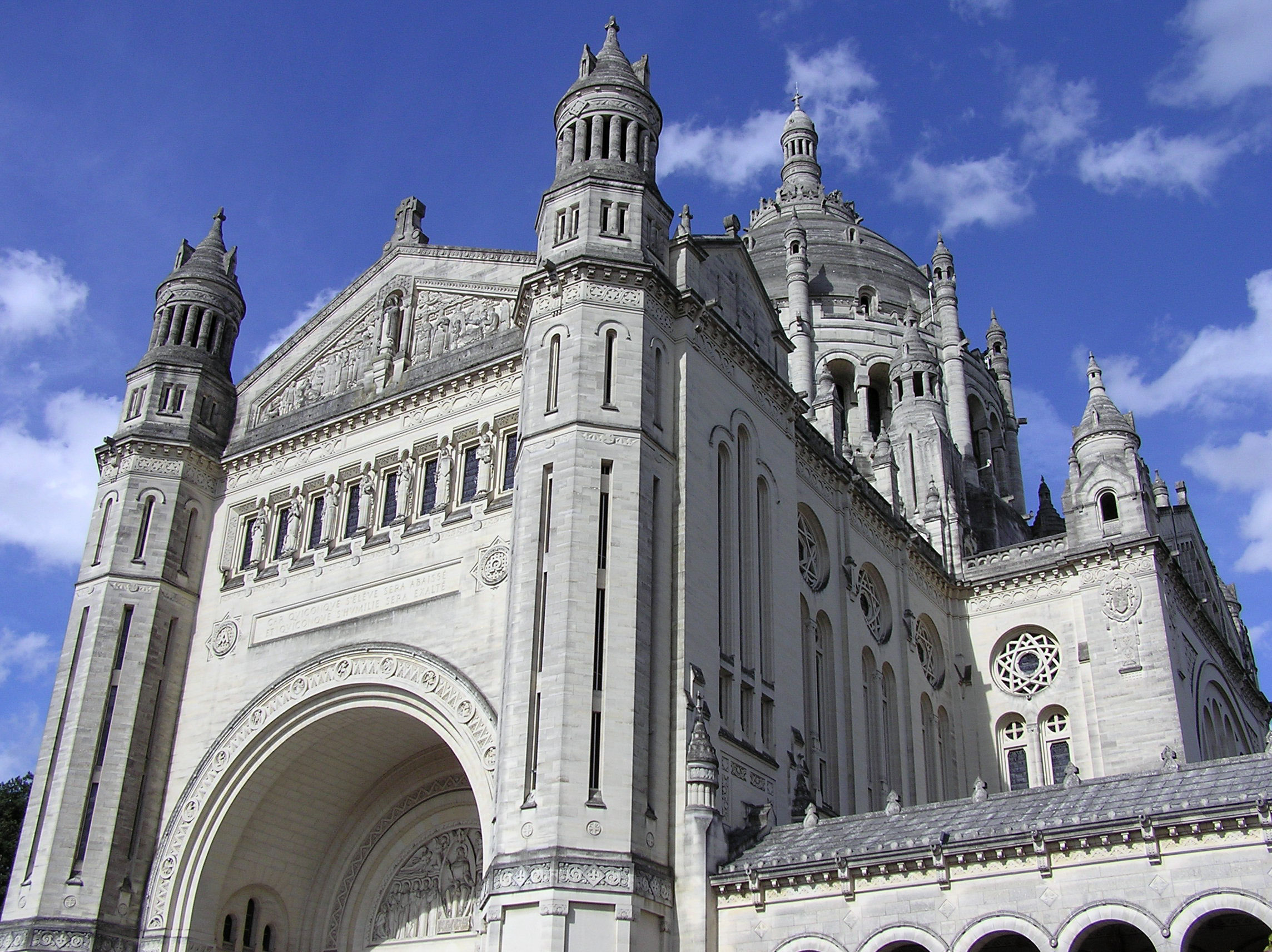
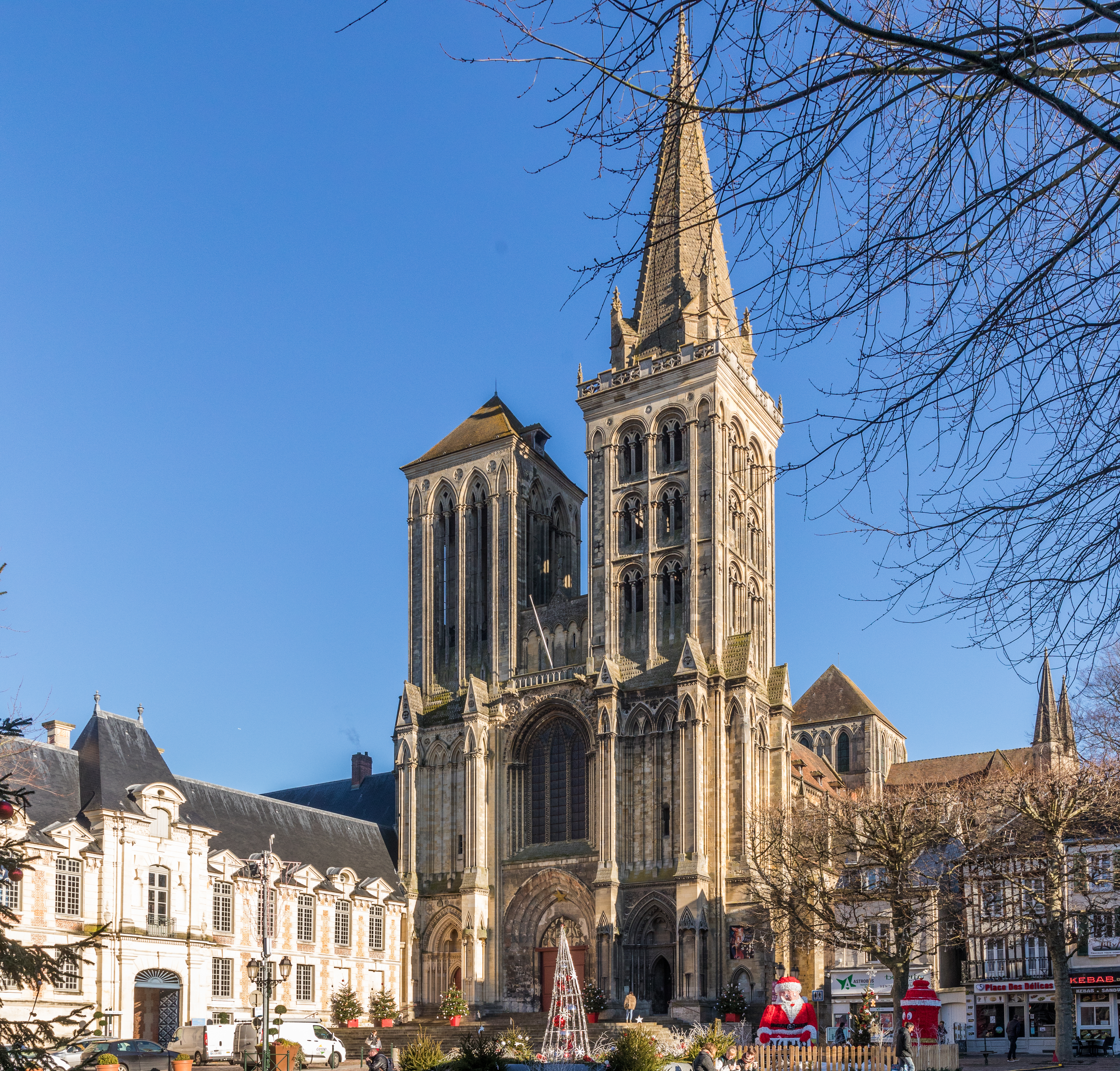